# Ooctonus silvensis
Ooctonus silvensis är en stekelart som beskrevs av Girault 1916. Ooctonus silvensis ingår i släktet Ooctonus och familjen dvärgsteklar. Inga underarter finns listade i Catalogue of Life.